# Liste der Nummer-eins-Hits in Kolumbien (2021)
Diese Liste der Nummer-eins-Hits in Kolumbien 2021 basiert auf den offiziellen Chartlisten der Promúsica Colombia. Die Charts basieren allein auf Musikstreaming.

## Singles
| ← 2020 ← | Liste der Nummer-eins-Hits in Kolumbien | Liste der Nummer-eins-Hits in Kolumbien | Liste der Nummer-eins-Hits in Kolumbien | 2022 →                    |
| \| Zeitraum \| Wo. ges. \| Interpret \| Titel Autor(en) \| Zusätzliche Informationen \| \| (Zeitraum, Wochen auf Platz eins, Interpret, Titel, Autor[en], zusätzliche Informationen) \| \| \| \| \| \| ----------------------------------------------------------------------------------------- \| -------- \| --------------------------------------- \| ------------------------------------------------------------------------------------------------------------------------------------------------------------------------------------------------------------------------------------------------- \| ------------------------- \| \| 30. Oktober 2020 – 25. Februar 2021 17 Wochen \| 17 \| Bad Bunny & Jhay Cortez \| Dákiti Benito Antonio Martínez Ocasio, Gabriel Mora Quintero, Egbert Enrique Rosa Cintrón, Laner Nydia Yera, Jesús Manuel Nieves Cortez, Marcos Efraín Masís Fernández \| – \| \| 26. Februar 2021 – 25. März 2021 4 Wochen \| 4 \| Myke Towers feat. Juhn \| Bandido Michael Anthony Torres Monge, Jorge Hernández Quiles \| – \| \| 26. März 2021 – 29. April 2021 5 Wochen \| 5 \| Los Legendarios, Wisin & Jhay Cortez \| Fiel Juan Luis Morera Luna, Egbert Enrique Rosa Cintrón, Marcos Alfonso Ramírez Carrasquillo, Víctor R. Torres Betancourt, Christian Andres Linares-Carrasquillo, Laner Nydia Yera, Jesús Manuel Nieves Cortez, José Cotto, Gabriel Mora Quintero \| – \| \| 30. April 2021 – 20. Mai 2021 3 Wochen \| 3 \| Nio García & Flow La Movie \| AM José Ángel Hernandéz, Luis Antonio Quiñones García \| – \| \| 21. Mai 2021 – 27. Mai 2021 1 Woche \| 1 \| BTS \| Butter Jenna Lauren A. E. Andrews, Alexander Joshua Bilowitz, Sebastian Garcia, Robert Francis Grimaldi, Stephen Kirk, Kim Nam-Joon, Ron Perry \| – \| \| 28. Mai 2021 – 3. Juni 2021 1 Woche \| 1 \| Rauw Alejandro \| Todo de ti Eric-Luis Pérez Rovira, José M. Collazo, Luis Jonuel González, Rafael E. Pabón Navedo, Raul Alejandro Ocasio Ruiz \| – \| \| 4. Juni 2021 – 19. August 2021 11 Wochen (insgesamt 14) \| 14 \| Bad Bunny \| Yonaguni Benito Antonio Martínez Ocasio, Samuel David Jimenez, Omar Xavier Rivera-Maldonado, Leutrim Beqiri, Amritvir Singh, Marcos Efrain Masis \| – \| \| 20. August 2021 – 16. September 2021 4 Wochen \| 4 \| Feid \| Si tú supieras Salomón Villada Hoyos \| – \| \| 17. September 2021 – 7. Oktober 2021 3 Wochen (insgesamt 14) \| 14 \| Bad Bunny \| Yonaguni Benito Antonio Martínez Ocasio, Samuel David Jimenez, Omar Xavier Rivera-Maldonado, Leutrim Beqiri, Amritvir Singh, Marcos Efrain Masis \| – \| \| 8. Oktober 2021 – 28. Oktober 2021 3 Wochen \| 3 \| Tainy feat. Bad Bunny & Julieta Venegas \| Lo siento BB Marcos Efraín Masís Fernández, Benito Antonio Martínez Ocasio, Julieta Venegas Percevault \| – \| \| 29. Oktober 2021 – 4. November 2021 1 Woche \| 1 \| Feid \| Vacaxiones Daniel Luis Rodriguez, Salomón Villada Hoyos \| – \| \| 5. November 2021 – 11. November 2021 1 Woche \| 1 \| Blessd, Justin Quiles & Lenny Tavárez \| Medallo Justin Rafael Quiles Rivera, Daniel Echavarría Oviedo, Julio Manuel González Tavárez, Stiven Mesa Londoño, Cristian Andrés Salazar \| – \| \| 12. November 2021 – 10. Februar 2022 13 Wochen (insgesamt 16) \| 16 \| Ryan Castro & Feid \| Monastery Daniel Pineda Foronda, Ryan Castro, Salomón Villada Hoyos, Santiago Orrego Gallego \| – \| |                                         |                                         | |                           |
| ← 2020 |                                         |                                         | | → 2022 →                  |
| Zeitraum | Wo. ges.                                | Interpret                               | Titel Autor(en) | Zusätzliche Informationen |
| (Zeitraum, Wochen auf Platz eins, Interpret, Titel, Autor[en], zusätzliche Informationen) |                                         |                                         | |                           |
| 30. Oktober 2020 – 25. Februar 2021 17 Wochen | 17                                      | Bad Bunny & Jhay Cortez                 | Dákiti Benito Antonio Martínez Ocasio, Gabriel Mora Quintero, Egbert Enrique Rosa Cintrón, Laner Nydia Yera, Jesús Manuel Nieves Cortez, Marcos Efraín Masís Fernández                                                                            | –                         |
| 26. Februar 2021 – 25. März 2021 4 Wochen | 4                                       | Myke Towers feat. Juhn                  | Bandido Michael Anthony Torres Monge, Jorge Hernández Quiles | –                         |
| 26. März 2021 – 29. April 2021 5 Wochen | 5                                       | Los Legendarios, Wisin & Jhay Cortez    | Fiel Juan Luis Morera Luna, Egbert Enrique Rosa Cintrón, Marcos Alfonso Ramírez Carrasquillo, Víctor R. Torres Betancourt, Christian Andres Linares-Carrasquillo, Laner Nydia Yera, Jesús Manuel Nieves Cortez, José Cotto, Gabriel Mora Quintero | –                         |
| 30. April 2021 – 20. Mai 2021 3 Wochen | 3                                       | Nio García & Flow La Movie              | AM José Ángel Hernandéz, Luis Antonio Quiñones García | –                         |
| 21. Mai 2021 – 27. Mai 2021 1 Woche | 1                                       | BTS                                     | Butter Jenna Lauren A. E. Andrews, Alexander Joshua Bilowitz, Sebastian Garcia, Robert Francis Grimaldi, Stephen Kirk, Kim Nam-Joon, Ron Perry | –                         |
| 28. Mai 2021 – 3. Juni 2021 1 Woche | 1                                       | Rauw Alejandro                          | Todo de ti Eric-Luis Pérez Rovira, José M. Collazo, Luis Jonuel González, Rafael E. Pabón Navedo, Raul Alejandro Ocasio Ruiz | –                         |
| 4. Juni 2021 – 19. August 2021 11 Wochen (insgesamt 14) | 14                                      | Bad Bunny                               | Yonaguni Benito Antonio Martínez Ocasio, Samuel David Jimenez, Omar Xavier Rivera-Maldonado, Leutrim Beqiri, Amritvir Singh, Marcos Efrain Masis                                                                                                  | –                         |
| 20. August 2021 – 16. September 2021 4 Wochen | 4                                       | Feid                                    | Si tú supieras Salomón Villada Hoyos | –                         |
| 17. September 2021 – 7. Oktober 2021 3 Wochen (insgesamt 14) | 14                                      | Bad Bunny                               | Yonaguni Benito Antonio Martínez Ocasio, Samuel David Jimenez, Omar Xavier Rivera-Maldonado, Leutrim Beqiri, Amritvir Singh, Marcos Efrain Masis                                                                                                  | –                         |
| 8. Oktober 2021 – 28. Oktober 2021 3 Wochen | 3                                       | Tainy feat. Bad Bunny & Julieta Venegas | Lo siento BB Marcos Efraín Masís Fernández, Benito Antonio Martínez Ocasio, Julieta Venegas Percevault | –                         |
| 29. Oktober 2021 – 4. November 2021 1 Woche | 1                                       | Feid                                    | Vacaxiones Daniel Luis Rodriguez, Salomón Villada Hoyos | –                         |
| 5. November 2021 – 11. November 2021 1 Woche | 1                                       | Blessd, Justin Quiles & Lenny Tavárez   | Medallo Justin Rafael Quiles Rivera, Daniel Echavarría Oviedo, Julio Manuel González Tavárez, Stiven Mesa Londoño, Cristian Andrés Salazar | –                         |
| 12. November 2021 – 10. Februar 2022 13 Wochen (insgesamt 16) | 16                                      | Ryan Castro & Feid                      | Monastery Daniel Pineda Foronda, Ryan Castro, Salomón Villada Hoyos, Santiago Orrego Gallego | –                         |